# Hasima
Hasima (端島; Hepburn: Hashima; japán becenevén Gunkandzsima (軍艦島), vagyis Csatahajó-sziget) egy Nagaszaki városához tartozó elhagyatott sziget Japán délnyugati részén. A sziget nagyjából 4,5 kilométerre nyugatra fekszik a Nagaszaki-félszigettől, és mintegy 2,5 kilométerre délnyugatra a Takasima szigettől. Nagaszakitól 19 kilométerre délnyugatra található. A csatahajó sziluettű szigetet hatalmas falak veszik körbe, amelyek védik a többméteres hullámoktól.

## Története
Az 1810-es években fedezték fel, hogy a sziget környezetében szénlelőhelyek vannak, és a Szaga klán kisebb léptékű kitermelésbe kezdett. A közeli Takasima szigeten már 1695-ben rábukkantak a tüzelőanyagra. 1869-től a Mucumi nevű nagaszaki kereskedőcég vette át a bányászat irányítását. 1887-ben megnyitották az egyes számú függőleges aknát, amely 44 méteres mélységet ért el. 1890-ben a Mitsubishi cég 100 000 jenért megvásárolta a szigetet Magorukoro Nabesimától. Ekkortól gyorsult fel a tenger alatti lelőhelyek kiaknázása. A szigetet magas falakkal vették körbe, hogy megvédjék a tájfunok okozta hullámoktól.
Hasima a takasimai szénbányák kiaknázásáért felelős cég felügyelete alá került, és 1891-ben a Mitsubishi folytatta a termelést. 1895-ben megnyitották a második függőleges aknát, amely az évtizedek alatt elérte a 636 méteres mélységet, és a sziget kiürítéséig használatban állt. 1896-ban átadták a harmadik aknát, amely 161 méter mély lett, és 1935-ig üzemelt. 1897-ben bezárták az első aknát egy tűz miatt. 1916-ban megépült Japán első vasbeton szerkezetű lakóépülete a szigeten. 1925-ben megkezdték a négyes számú akna kivájását. A 370 méter mélyre nyúló tárnát elsősorban a járatok szellőztetésre és a kettes számú akna helyettesítésére használták. Ez az akna is üzemben maradt a bánya lezárásáig.
Volt olyan időszak, amikor ötezernél is több lakosa volt a 160x480 méteres szigetnek, vagyis hektáronként 835 lakos. Ez a mai Tokió népsűrűségének mintegy hatszorosa, és ez időben (1959 körül) ez számított a világ legsűrűbben lakott településének. 1916-ban itt épült meg Japán legmagasabb vasbeton épülete, amely kilencemeletes volt. Az itt épült lakások zöme nem volt nagyobb tíz négyzetméteresnél.

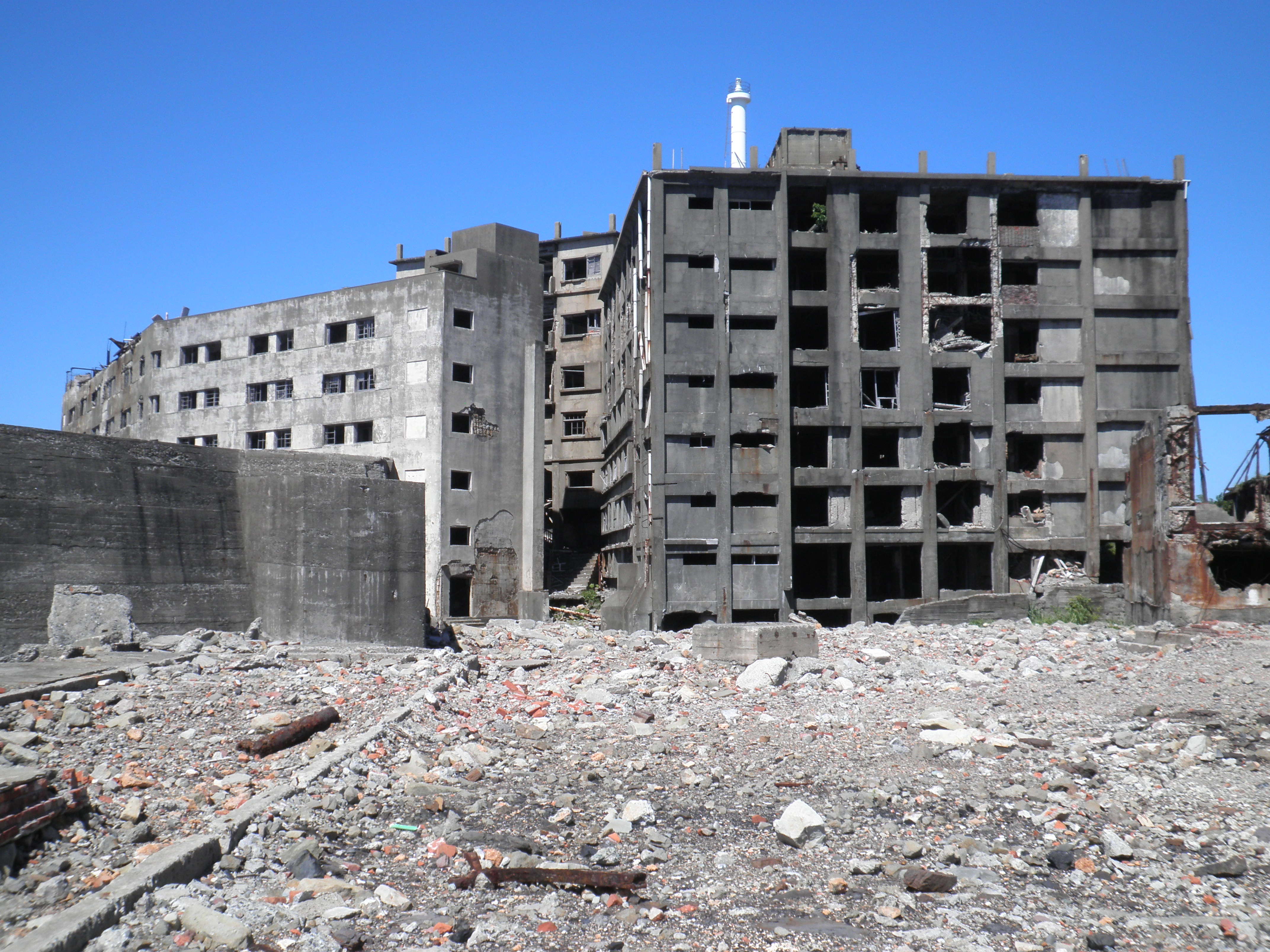
A 30-as számú épület, amelyet 1916-ban építettek. Úgy tartják, ez Japán legrégebbi hétemeletes, vasbetonból készült lakóépülete.

A széntermelés 1941-ben érte el csúcspontját évi 411 100 tonnával. Folyamatosan építették ki a szigeten az infrastruktúrát, sok esetben a föld alatt, mivel korlátozott volt a hely. A lakó- és közigazgatási épületek mellett szentélyek, rendőrség, posta, óvoda, mozi, vendéglők, üzletek, szálloda és kórház is volt a szigeten. A villamosenergiát és az ivóvizet tengeralatti vezetékeken vezették be.
A második világháborúban a háborúba induló munkások nagy részét kínai és koreai kényszermunkásokkal helyettesítették. A kegyetlen élet- és munkakörülmények összesen 1300 halálos áldozatot követeltek. A holttesteket elásták vagy a tengerbe dobták.
1974 januárjában elrendelték a bányák bezárását. A munkanélküliség következtében, és mivel a Mitsubishi beszüntette az ivóvíz- és az élelmiszer-szállítást, áprilisig mindenki elhagyta a szigetet. Sok esetben nem csak gépeket, bútorokat, de személyes tárgyakat is hátrahagytak.
A veszélyek miatt hosszú időn keresztül tilos volt a szigetre lépni. Mára Nagaszaki városa felismerte a hely turisztikai lehetőségeit, és rendszeres körbehajózási lehetőséget kínál. 2009. április 22. óta egy mintegy 220 méter hosszú szakaszon újra látogatható a sziget, kb. 30 ezer forintnak megfelelő összegért, de szigorúan csak idegenvezető kíséretében.